# Safety Pin & Leopard Skin
Safety Pin & Leopard Skin è il primo live album della rock band svedese Backyard Babies registrato in occasione della data alla University London Union (ULU). Contiene inoltre alcune tracce studio inedite.

## Tracce
1. Made Me Madman (live) – 2:27
2. Backstabber (live) – 2:45
3. Look at You (live) – 3:06
4. Highlights (live) – 3:53
5. Stars (live) – 3:02
6. Fill Up This Bad Machine (live) – 3:26
7. Babylon (feat. Ginger & DJ Champain) – 3:06
8. Backstabber – 2:47
9. Gotta Go! – 2:05

## Formazione
- Nicke Borg - voce, chitarra
- Dregen - chitarra, voce
- Johan Blomqvist - basso
- Peder Carlsson - batteria